# Frederick T. Frelinghuysen
Frederick Theodore Frelinghuysen, född 4 augusti 1817 i Millstone, New Jersey, USA, död 20 maj 1885 i Newark, New Jersey, var en amerikansk republikansk politiker.
Fadern Frederick dog när Frederick T. var tre år gammal. Han adopterades av farbrodern Theodore Frelinghuysen. Farbrodern var senator 1829–1835 och vicepresidentkandidat 1844 för whigpartiet.
Han utexaminerades 1836 från Rutgers College. Han inledde 1839 sin karriär i farbroderns advokatbyrå. Han arbetade som advokat för Central Railroad of New Jersey och andra företag. Han gifte sig med Matilda Elizabeth Griswold. Paret fick tre döttrar och tre söner. En av sönerna, George Griswold Frelinghuysen, hade ett sommarställe som numera är känd som en botanisk trädgård, Frelinghuysen Arboretum.
Han var ledamot av USA:s senat 1867–1869 och 1871–1877. President Ulysses S. Grant utnämnde honom 1870 till USA:s minister i Storbritannien men Frelinghuysen tackade nej till uppdraget.
Han tjänstgjorde som USA:s utrikesminister 1881–1885 under president Chester A. Arthur.